# Egesina picea
Egesina picea är en skalbaggsart som beskrevs av Hayashi 1962. Egesina picea ingår i släktet Egesina och familjen långhorningar. Inga underarter finns listade i Catalogue of Life.